# Meridiano 150 oeste
El meridiano 150 oeste de Greenwich es una línea de longitud que se extiende desde el Polo Norte atravesando el océano Ártico, América del Norte, el océano Pacífico, el océano Antártico y la Antártida hasta el Polo Sur.
El meridiano 150 oeste forma un gran círculo con el meridiano 30 este.
En la Antártida, el meridiano define el límite este del territorio reclamado por Nueva Zelanda. El terreno más al este no está reclamado por ninguna nación.
El Tiempo de Hawái-Aleutiano se basa en el tiempo solar medio de este meridiano.
Comenzando en el Polo Norte y dirigiéndose hacia el Polo Sur, el meridiano 150 oeste pasa a través de:
| Coordenadas                         | País, territorio o mar | Notas |
| ----------------------------------- | ---------------------- | --- |
| 90°0′N 150°0′O / 90.000, -150.000   | Océano Ártico          | |
| 72°20′N 150°0′O / 72.333, -150.000  | Mar de Beaufort        | |
| 70°28′N 150°0′O / 70.467, -150.000  | Estados Unidos         | Alaska - pasando a través de Anchorage                                                                     |
| 59°39′N 150°0′O / 59.650, -150.000  | Océano Pacífico        | Pasa justo al este de la Isla Caroline, Kiribati Pasa justo al oeste de la isla Moorea, Polinesia Francesa |
| 60°0′S 150°0′O / -60.000, -150.000  | Océano Antártico       | |
| 76°32′S 150°0′O / -76.533, -150.000 | Antártida              | Frontera entre la Dependencia Ross, reclamada por Nueva Zelanda y el territorio no reclamado               |